# Carolyn Shuster Fournier
Carolyn Shuster Fournier, (Columbia (Missouri), Estats Units, 23 d'agost, 1956), és una organista i musicòloga franco-americana.

## Biografia
Va estudiar piano i violí abans de dedicar-se a l'orgue als tretze anys. Després d'estudiar al "Wheaton College Conservatory" de Norton, Massachusetts i al "New England Conservatory" de Boston, va anar a París per millorar els seus estudis d'orgue. Va rebre un premi a l'excel·lència a la classe de Marie-Claire Alain al conservatori de "Rueil-Malmaison" i un primer premi d'orgue al conservatori de "Boulogne-Billancourt" a la classe d'André Isoir.
Va dedicar la seva tesi doctoral en musicologia a la Universitat de Tours a l'orgue Cavaillé-Coll.
Organista de la catedral americana de París, l'any 1989 esdevingué organista titular de l'orgue del cor de l'Església de la Santíssima Trinitat. Amb seu a París, té una carrera concertística a Europa i als Estats Units. El seu repertori abasta gairebé quatre segles i s'estén a les creacions contemporànies.

## Discografia
- Alexis Chauvet, al gran orgue Clicquot-Cavaillé-Coll de la catedral de Versalles i a l'orgue John Abbey de l'església parroquial dels Marines per a EMA (Socadisc Distribution)
- Elegie, In Memoriam Marcel Dupré (1886-1972), sobre el gran orgue A. Cavaillé-Coll de l'església de Saint-Bernhard de Magúncia
- Merklin-Schütz de l'Església Reformada de l'Esperit Sant de París, amb el violoncel·lista Julius Berger, per a Schott
- Un americà a París, al gran orgue de l'església de la Madeleine de París per a Ligia Digital (Distribution Harmonia Mundi)
- In Memoriam Nadia Boulanger (1887-1979), al gran orgue A. Cavaillé-Coll de l'església Saint-Antoine-des-Quinze-Vingts de París, amb la participació de Magali Léger (Ligia Digital, Distribution Harmonia Mundi, 2010)

## Estrenes
El 2018 va estrenar 'Offertoire en la mineur per a orgue d'Alice Lesur.

## Títols i recompenses
- Cavaller de les Arts i les Lletres (2007)
- Medalla d'or i premi a l'excel·lència d'orgue del Conservatori Nacional de Rueil-Malmaison
- Primer premi d'orgue del Conservatori Superior de Boulogne-Billancourt